# Hans Deichmann
Hans Deichmann (* 9. September 1907 in Köln; † 7. Dezember 2004 in Bocca di Magra, Italien) war ein deutscher Widerstandskämpfer gegen den Nationalsozialismus, Jurist, Unternehmer und Autor, der seit 1948 in Italien lebte. Für seine 1995 veröffentlichten Lebenserinnerungen Gegenstände/Oggetti erhielt er 1996 den Geschwister-Scholl-Preis.

## Familie und Beruf
Hans Deichmann kam im Palais Deichmann als zweiter Sohn des Kölner Privatbankiers Carl Theodor Deichmann (Enkel von Wilhelm Ludwig Deichmann) und seiner Frau Ada, einer Tochter von Paul von Schnitzler aus der Kölner Bankiersfamilie Schnitzler, zur Welt. Er besuchte ab 1923 die Internatsschule Deutsches Kolleg in Bad Godesberg und studierte danach Rechtswissenschaften. Das Sommersemester 1927 verbrachte er in Wien und hatte dort eine für sein weiteres Leben entscheidende Begegnung mit der Pädagogin und Sozialreformerin Eugenie Schwarzwald, von der er „alles [lernte], dessen man bedarf, um ein relativ freier Mensch zu sein.“
An der Universität Bonn promovierte Deichmann 1931 zum Dr. jur. Nach der im gleichen Jahr aufgrund der Weltwirtschaftskrise erfolgten Insolvenz des väterlichen Bankhauses konnte er seine juristische Laufbahn aus wirtschaftlichen Gründen nicht fortsetzen und begann durch Vermittlung seines Onkels, des I.G. Farben-Vorstandsmitglieds Georg von Schnitzler, zunächst eine kaufmännische Ausbildung bei der I.G. Farben in Frankfurt am Main. Seinen eigentlichen Wunsch, Richter zu werden, gab er nach der Machtübernahme durch die Nationalsozialisten endgültig auf, weil er nicht Teil der NS-Justiz sein wollte.
Ab Juli 1934 war Deichmann für die I.G. Farben ein Jahr in Paris tätig. Ab 1937 war er in der Frankfurter Hauptverwaltung als Prokurist für den Farbenabsatz in Italien zuständig.
Aus seiner am 5. Juli 1934 in Paris geschlossenen Ehe mit der Niederländerin Senta Fayan Vlielander Hein gingen eine Tochter und zwei Söhne hervor.
Deichmanns jüngere Schwester Freya war seit 1931 mit Helmuth James Graf von Moltke verheiratet. Über sie hatte Hans Deichmann Verbindungen zum Kreisauer Kreis.

## Wirken als Widerstandskämpfer
Bei Beginn des Zweiten Weltkriegs 1939 gelang es Deichmann, sich aufgrund seiner „kriegswichtigen“ Tätigkeit bei der I.G. Farben unabkömmlich stellen zu lassen.
Im November 1940 wurde er während eines privaten Besuchs bei seinem Onkel Georg von Schnitzler Zeuge eines Gesprächs, das dieser mit dem I.G.-Farben-Vorstandsmitglied Fritz ter Meer führte. Beide begrüßten den möglichen Einsatz von KZ-Häftlingen beim Bau eines neuen Bunawerks in Auschwitz als Standortvorteil.
Im März 1942 wurde Deichmann aufgrund seiner Landes- und Sprachkenntnisse als Beauftragter des „Generalbevollmächtigten für Sonderfragen der chemischen Erzeugung im Vierjahresplan“ (GBChem), Carl Krauch, nach Rom geschickt, um italienische Bauarbeiter für den Bau der oberschlesischen Hydrierwerke der I.G. Farben sowie des I.G.-Farben-Werks in Auschwitz zu rekrutieren. In dieser Funktion besuchte Deichmann zwischen 1942 und 1944 insgesamt zehnmal die Baustelle der I.G. Farben beim KZ Auschwitz, erstmals am 16. März 1942. Bei diesen Besuchen beobachtete er nicht nur die brutale Ausbeutung der KZ-Häftlinge, sondern erfuhr auch von der massenhaften Ermordung der Juden. Das veranlasste ihn zu dem Entschluss, aktiv Widerstand zu leisten und alles ihm Mögliche zu tun, um die deutschen Kriegsanstrengungen zu sabotieren.
Die erste Chance dazu erhielt er im Juli 1943. Über den Leiter des Fremdarbeiterlagers in Auschwitz erfuhr er von den V-Waffen, die in der Heeresversuchsanstalt Peenemünde entwickelt wurden. Zurück in Rom, ließ er diese Information über italienische Kontaktleute den Engländern zukommen, die eine Woche später im Rahmen der Operation Hydra Peenemünde angriffen, was den Einsatz der V1 und V2 um ein volles Jahr verzögerte.
Deichmann knüpfte Verbindungen zur italienischen Widerstandsbewegung (Resistenza) und arbeitete hier insbesondere mit der Gruppe Giustizia e Libertà zusammen. Seit September 1943 in Verona stationiert, setzte er seine lebensgefährlichen Aktivitäten bis zur Befreiung Norditaliens im April 1945 fort. Da er bis zuletzt Zugang zu den höchsten deutschen Stabsstellen hatte, avancierte er zum wichtigsten deutschen Informanten der Resistenza in Norditalien. Er unterstützte Sabotageaktionen und lieferte den italienischen Partisanen und den Alliierten wichtige Informationen über deutsche Truppenbewegungen und Materialtransporte.

## Nachkriegszeit
Nach Kriegsende zog Deichmann nach Hessen und nahm an den Verhandlungen zur Entflechtung des I.G.-Farben-Konzerns teil. In Oberursel war er im Rahmen der Entnazifizierung Vorsitzender der Spruchkammer für den Landkreis Obertaunus. Abgestoßen von der fehlenden Bereitschaft der meisten Deutschen, sich mit den nationalsozialistischen Verbrechen auseinanderzusetzen, zog er 1948 mit seiner Familie wieder nach Italien und wurde dort Mitgründer und Teilhaber der Importfirma SASEA, für die er bis 1975 in leitender Stellung arbeitete. Nach dem Scheitern seiner ersten Ehe lebte Deichmann seit 1960 mit der Architektin Luisa Castiglioni zusammen. Er engagierte sich gesellschaftlich, indem er soziale und kulturelle Projekte unterstützte. Deichmann besuchte Auschwitz-Monowitz 1991 ein weiteres Mal und schrieb an seiner Autobiografie, die er 1995 in einem Band veröffentlichte, der sowohl die deutsche Fassung (Gegenstände) als auch die italienische Fassung (Oggetti) enthielt. Wie der Titel andeutet, erinnert sich Deichmann darin in losen Episoden, die an einzelne Gegenstände anknüpfen, an sein Leben, wobei er von sich selbst nur in der dritten Person mit dem Kürzel HD spricht. Für sein Buch wurde ihm 1996 der Geschwister-Scholl-Preis zuerkannt. Die Laudatio hielt Erich Kuby.

## Schriften
- Gegenstände/Oggetti. All’insegna del pesce d’oro di Vanni Scheiwiller, Milano 1995 (zweisprachig)
  - Nur Deutsch: Gegenstände. Deutscher Taschenbuch Verlag dtv, München 1996 ISBN 3-423-30592-4. Autobiographische Schriften
  - Englisch: Objects. A Chronicle of Subversion in Nazi Germany and Fascist Italy. Marsilio, Venezia 1997
- Leben mit provisorischer Genehmigung: Leben, Werk und Exil von Dr. Eugenie Schwarzwald. Eine Chronik von Hans Deichmann, Guthmann-Peterson-Verlag, Berlin 1988 ISBN 3-900782-02-4